# Хіросе Меґу
Хіросе Меґу  (яп. 廣瀬芽, 23 квітня 1981) — японська софтболістка, олімпійська чемпіонка.

## Виступи на Олімпіадах
| Олімпіада  | Дисципліна | Місце  |
| ---------- | ---------- | ------ |
| Пекін 2008 | софтбол    | Золото |